# Втеча злочинців
«Втеча злочинців» (англ. Outlaws of Stampede Pass) — вестерн 1943 року режисера Воллеса Фокса за сценарієм Адель Баффінгтон. Це четверта стрічка із серії фільмів про маршала «Неваду» Джека Маккензі. У головних ролях зіграли Джонні Мак Браун, Реймонд Гаттон, Еллен Голл, Джон Доусон, Гаррі Вудс та Чарльз Кінг . Прем'єра відбулась 15 жовтня 1943 року..

## Сюжет
Том Еванс (Джон Доусон) прибуває в Юкка-Сіті, де планує продати стадо худоби місцевому багатію Бену Кроулі (Гаррі Вудс). В ніч перед продажем, Кроулі заманює Еванса за картковий стіл, в той час, як його люди викрадають стадо Еванса та вбивають його людей. Але так склалось, що одним з гравців в той вечір був маршал США «Невада» Джек Маккензі, який працює під прикриттям. Він планує зірвати коварні плани Кроулі.

## У ролях
- Джонні Мак Браун — «Невада» Джек Маккензі.
- Реймонд Гаттон — Сенді Гопкінс.
- Еллен Гол — Мері Льюїс.
- Джон Доусон — Том Еванс.
- Гаррі Вудс — Бен Кроулі.
- Чарльз Кінг — Стів Карс.
- Едмунд Кобб — Генк.
- Сем Флінт — Джефф Льюїс.
- Мауріц Гуго — Слік.
- Арт Мікс — Гас.
- Герман Гак — Ед.
- Арті Ортего — Джо.
- Мілберн Моранте — Зік.
- Едвард Бернс — Ред.
- Ден Вайт — Курт.